# Kohta Nozane

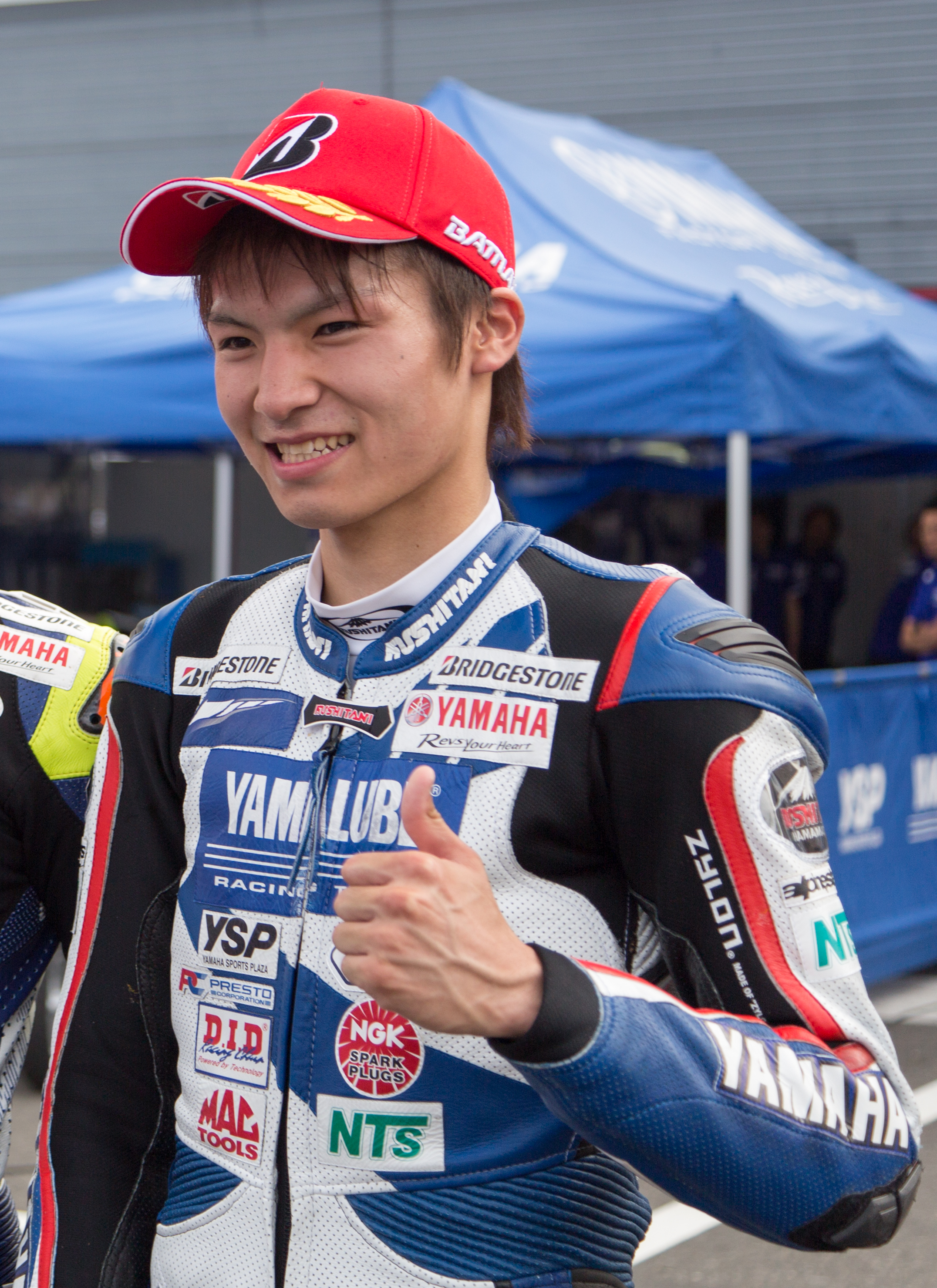
Kohta Nozane op de Twin Ring Motegi in 2016.

Kohta Nozane (Japans: 野左根 航汰, Nozane Kōta) (Chiba, 29 oktober 1995) is een Japans motorcoureur.

## Carrière
Nozane maakte zijn debuut in het All Japan Road Race Championship in 2009 in de zesde race van de GP 125-klasse op een Yamaha op de Twin Ring Motegi en eindigde op de negentiende plaats. In 2010 maakte hij de fulltime overstap naar dit kampioenschap en werd met een zevende plaats in de seizoensfinale op het Suzuka International Racing Course als beste resultaat negende in het kampioenschap met 63 punten. In 2011 maakte hij de overstap naar de J-GP2-klasse, waarin hij op een Yamaha bleef rijden. Hij eindigde elke race in de top 10 en met een achtste plaats in de seizoensfinale op Suzuka als beste klassering werd hij op zevende in de eindstand met 89 punten.
In 2012 behaalde Nozane twee overwinningen in de J-GP2-klasse op het Sportsland SUGO en in Suzuka en werd zo derde in het kampioenschap met 117 punten. Dat jaar debuteerde hij eveneens in de Moto2-klasse van het wereldkampioenschap wegrace als vervanger van de geblesseerde Marco Colandrea tijdens zijn thuisrace op Motegi op een FTR. Na zes ronden werd hij echter gediskwalificeerd omdat hij de race hervatte nadat hij officieel was uitgevallen.
In 2013 kende Nozane een succesvol seizoen in de J-GP2-klasse. Hij behaalde drie overwinningen in Motegi, SUGO en op Autopolis en werd zo kampioen in de klasse met 156 punten. Daarnaast reed hij dat jaar de laatste drie races in het wereldkampioenschap Moto2. Tijdens de Grands Prix van Australië en Valencia kwam hij uit op een Motobi als vervanger van de geblesseerde Mike Di Meglio, terwijl hij in zijn thuisrace met een wildcard reed op een TSR.
In 2014 maakte Nozane binnen het All Japan Road Race Championship de kampioenschap naar de JSB1000-klasse. Met twee zesde plaatsen op Motegi en het Okayama International Circuit als beste resultaten werd hij achtste in het klassement met 96 punten. In 2015 behaalde hij drie podiumplaatsen op Motegi, SUGO en Okayama en verbeterde zichzelf naar de zevende plaats in de eindstand met 111 punten. In 2016 was zijn beste resultaat een vierde plaats in de seizoensopener op Suzuka en werd hij vijfde in het klassement met 132 punten.
In 2017 won Nozane zijn eerste twee races in de JSB1000-klasse op de Twin Ring Motegi. Daarnaast debuteerde hij dat jaar in de MotoGP-klasse van het wereldkampioenschap wegrace bij het team Monster Yamaha Tech 3 als vervanger van de zieke Jonas Folger tijdens zijn thuisrace, waarin hij echter al na drie ronden moest uitvallen vanwege technische problemen.

## Statistieken

### Grand Prix

#### Per seizoen
| Seizoen | Klasse | Motor  | Team                             | Races | Winst | Podiums | Poles | SR | Ptn | Pos |
| ------- | ------ | ------ | -------------------------------- | ----- | ----- | ------- | ----- | -- | --- | --- |
| 2012    | Moto2  | FTR    | SAG Team                         | 1     | 0     | 0       | 0     | 0  | 0   | NC  |
| 2013    | Moto2  | Motobi | JiR Moto2                        | 2     | 0     | 0       | 0     | 0  | 0   | NC  |
| 2013    | Moto2  | TSR    | Webike Team Norick NTS           | 1     | 0     | 0       | 0     | 0  | 0   | NC  |
| 2017    | MotoGP | Yamaha | Monster Yamaha Tech 3            | 1     | 0     | 0       | 0     | 0  | 0   | NC  |
| 2023    | Moto2  | Kalex  | Correos Prepago Yamaha VR46 Team | 12    | 0     | 0       | 0     | 0  | 0   | 31e |
| Totaal  | Totaal | Totaal | Totaal                           | 17    | 0     | 0       | 0     | 0  | 0   |     |

#### Per klasse
| Klasse | Seizoenen             | 1e GP                 | 1e podium             | 1e winst              | Races | Winst | Podiums | Poles | SR | Ptn | Kampioen |
| ------ | --------------------- | --------------------- | --------------------- | --------------------- | ----- | ----- | ------- | ----- | -- | --- | -------- |
| Moto2  | 2012-2013, 2023       | Japan 2012            |                       |                       | 16    | 0     | 0       | 0     | 0  | 0   | 0        |
| MotoGP | 2017                  | Japan 2017            |                       |                       | 1     | 0     | 0       | 0     | 0  | 0   | 0        |
| Totaal | 2012-2013, 2017, 2023 | 2012-2013, 2017, 2023 | 2012-2013, 2017, 2023 | 2012-2013, 2017, 2023 | 17    | 0     | 0       | 0     | 0  | 0   | 0        |

#### Races per jaar
(vetgedrukt betekent pole positie; cursief betekent snelste ronde)
| Jaar | Klasse | Motor  | 1       | 2   | 3   | 4   | 5   | 6   | 7   | 8   | 9      | 10     | 11     | 12     | 13      | 14      | 15      | 16     | 17      | 18      | 19      | 20      | Pos | Ptn |
| ---- | ------ | ------ | ------- | --- | --- | --- | --- | --- | --- | --- | ------ | ------ | ------ | ------ | ------- | ------- | ------- | ------ | ------- | ------- | ------- | ------- | --- | --- |
| 2012 | Moto2  | FTR    | QAT     | SPA | POR | FRA | CAT | GBR | NED | DUI | ITA    | INP    | TSJ    | SMR    | ARA     | JPN DSQ | MAL     | AUS    | VAL     |         |         |         | NC  | 0   |
| 2013 | Moto2  | Motobi | QAT     | AME | SPA | FRA | ITA | CAT | NED | DUI | INP    | TSJ    | GBR    | SMR    | ARA     | MAL     | AUS 17  |        | VAL DNF |         |         |         | NC  | 0   |
| 2013 | Moto2  | TSR    |         |     |     |     |     |     |     |     |        |        |        |        |         |         |         | JPN 16 |         |         |         |         | NC  | 0   |
| 2017 | MotoGP | Yamaha | QAT     | ARG | AME | SPA | FRA | ITA | CAT | NED | DUI    | TSJ    | OOS    | GBR    | SMR     | ARA     | JPN DNF | AUS    | MAL     | VAL     |         |         | NC  | 0   |
| 2023 | Moto2  | Kalex  | POR DNS | ARG | AME | SPA | FRA | ITA | DUI | NED | GBR 22 | OOS 20 | CAT 24 | SMR 21 | IND DNF | JPN DNF | INA DNF | AUS 16 | THA 22  | MAL DNF | QAT DNF | VAL DNF | 31  | 0   |